# Viroconium
Viroconium of voluit Viroconium Cornoviorum was een belangrijke nederzetting in de Romeinse provincie Britannia. De goed bewaarde overblijfselen van Viroconium liggen bij het dorp Wroxeter in het Engelse graafschap Shropshire, niet ver van de grens met Wales. De plaats wordt genoemd als een van de vele mogelijke locaties van Camelot, het legendarische kasteel van Koning Arthur.

## Naam
Van de naam Viroconium betekent het eerste deel, viro-, waarschijnlijk "waar" of "man". De betekenis van het tweede gedeelte, conium-, is onduidelijk, hoewel het aan een meer of bos zou kunnen refereren. Een andere mogelijkheid is dat Viroconium een Latijnse vorm is van de Brythonisch-Keltische benaming Uriconon voor de nabijgelegen heuvel The Wrekin. Het achtervoegsel Cornoviorum betekent "van de Cornovii", de plaatselijke Keltische stam.

## Geschiedenis
Volgens de Geographia van Ptolemaeus was Viroconium al voor de Romeinse tijd een van de nederzettingen van de Cornovii. Na de komst van de Romeinen werd het de hoofdplaats van deze stam, en rond 58 n.Chr. werd het een Romeins fort. Hier was het legioen Legio XIIII Gemina gelegerd tijdens de Romeinse invasie van Wales. Later was het Legio XX Valeria Victrix hier gelegerd, tot Viroconium rond 88 n.Chr. haar militaire functie verloor.
Viroconium groeide hierna uit tot de op drie na belangrijkste stad van de Romeinse provincie Britannia. Rond 130 n.Chr. besloeg de plaats zo'n 70 hectare. Op het hoogtepunt had Viroconium ongeveer 6.000 inwoners. Viroconium had een amfitheater, een complex van thermen en een forum gewijd aan keizer Hadrianus. Het hoofdgedeelte van Watling Street, een Romeinse weg door Engeland en Wales, liep van de Engelse zuidoostkust naar Viroconium.
Viroconium was, samen met Calleva Atrebatum (nu Silchester), de enige Romeinse nederzetting in Engeland die niet tot een middeleeuwse stad uitgroeide maar verlaten werd. Mogelijk koos men ervoor om te verhuizen naar het nabijgelegen Shrewsbury, dat makkelijker te verdedigen was. Omdat er geen nieuwe stad boven de Romeinse nederzetting gebouwd werd, is Viroconium een van de best bewaard gebleven plaatsen in Engeland uit de Romeinse tijd. Een groot deel van de Romeinse stad is nog niet onderzocht door archeologen.
Wel bleef de plaats bewoond na het vertrek van de Romeinen in 410, en werden er een aantal nieuwe houten gebouwen neergezet op of rond het voormalige thermencomplex. De plaats werd bekend onder de Oud-Keltische naam Caer Guricon. Het was mogelijk de hoofdplaats van het middeleeuwse Koninkrijk Powys. Volgens een andere theorie was het de hoofdplaats van koning Vortigern.